# Iatan (Missouri)
Iatan est un village du comté de Platte, dans le Missouri, aux États-Unis,. Situé au nord-ouest du comté, il est incorporé en 1973.

## Démographie
Lors du recensement de 2010, le village comptait une population de 45 habitants. Elle est estimée, en 2016, à 47 habitants.

### Source de la traduction
- (en) Cet article est partiellement ou en totalité issu de l’article de Wikipédia en anglais intitulé « Iatan, Missouri » (voir la liste des auteurs).